# Glińsko (Ukraina)
Glińsko (ukr. Глинськ) – wieś na Ukrainie, w rejonie lwowskim (wcześniej w rejonie żółkiewskim) obwodu lwowskiego. Wieś liczy około 1700 mieszkańców.
Znajduje się tu przystanek kolejowy Glińsko, położony na linii Lwów – Rawa Ruska – Hrebenne.
W II Rzeczypospolitej do 1934 samodzielna gmina jednostkowa. Następnie należała do zbiorowej wiejskiej gminy Wola Wysocka w powiecie żółkiewski w woj. lwowskim. Po wojnie wieś weszła w struktury administracyjne Związku Radzieckiego.